# Serra de les Garrigues
La Serra de les Garrigues és una serra situada als municipis de Sant Mateu de Bages, Cardona i Navars, a la comarca del Bages, amb una elevació màxima de 615 metres.